# سینما مهر (آباده)
سینما مهر یک سینما در شهر آباده، ایران است.
این سالن که متعلق به اداره آموزش و پرورش آباده است با مدیریت بخش خصوصی در سال ۱۴۰۲ تأسیس شده است. سینما مهر در ابتدا در سالن اداره ارشاد آباده در سال ۱۳۹۵ تأسیس شده اما در سال ۱۴۰۲ پس از مدتی تعطیلی به سالن اداره آموزش و پرورش این شهر منتقل شد.